# Frea flavomarmorata
Frea flavomarmorata är en skalbaggsart som beskrevs av Stefan von Breuning 1935. Frea flavomarmorata ingår i släktet Frea och familjen långhorningar.
Artens utbredningsområde är Gabon. Inga underarter finns listade i Catalogue of Life.